# Aeroporto di Croviana
L'aeroporto di Croviana è stato un piccolo aeroporto militare austroungarico situato presso Croviana, attivo da aprile 1917 al 27 ottobre 1918. Era dotato di una pista di decollo e d'atterraggio corta, con una struttura di cemento armato.

## Storia
Nel febbraio del 1917 gli austriaci, riconoscendo l'importanza dell'aviazione sul fronte di montagna, decisero di istituire un aeroporto militare nella piana di Croviana, in prossimità del paese, per soddisfare le esigenze operative del Comando del I° Rajon di Fucine.
I prigionieri, affrontando una dura giornata di lavoro dalle 6 del mattino alle 7 di sera, con un breve intervallo per il pranzo, si trovarono a operare nell'aeroporto accessibile dalla diramazione sinistra della strada del Tonale, vicino alla chiesa di San Giorgio. Questo aeroporto, situato alla destra della stradina proveniente dalla chiesa, conduceva alla località Carbonare oltre il fiume Noce e ospitava veicoli da ricognizione fotografica per le postazioni italiane dell'Adamello, del Tonale e del Montozzo.
Nonostante la lentezza e la vulnerabilità dei primi velivoli militari, essi si rivelarono indispensabili per la ricognizione durante la prima guerra mondiale. Essi sorvolavano il nemico garantendosi un'immunità relativa, comunicando la propria posizione attraverso messaggi scritti e, successivamente, tramite radio. L'efficacia dell'artiglieria, arma vitale in una guerra di posizione, fu rivelata con precisione grazie agli apparecchi fotografici montati sui ricognitori aerei. Per contrastare tali ricognizioni, nacque l'aereo da "caccia, equipaggiato con armi per la protezione personale dei piloti
L'inverno rigido del 1916-17, caratterizzato da abbondanti nevicate, pose molteplici sfide alle famiglie del paese di Croviana. Con gli uomini in guerra, ragazzi, anziani e madri furono mobilitati per lo sgombero della neve lavorando anche fino a mezzanotte.
Nel maggio del 1918 l'aeroporto fu fotografato dall'aviatore italiano Aldo Finzi.

## Dopo la guerra
Terminata la guerra nel 1918, l'aeroporto non venne più utilizzato per scopi bellici e venne distrutto. Alcuni abitanti ricordano atterraggi di aerei ed elicotteri fino alla metà degli anni 1970, durante l'allestimento di campi di esercitazione militare a Croviana.
Nel 2014 è stata organizzata dal Comune di Croviana una mostra temporanea, incentrata sulla storia dell'aeroporto, intitolata Croviana in volo.